# Xã West Burlington, Quận Bradford, Pennsylvania
Xã West Burlington (tiếng Anh: West Burlington Township) là một xã thuộc quận Bradford, tiểu bang Pennsylvania, Hoa Kỳ. Năm 2010, dân số của xã này là 696 người.